# Вілла-Літерно
Вілла-Літерно (італ. Villa Literno) — муніципалітет в Італії, у регіоні Кампанія,  провінція Казерта.
Вілла-Літерно розташована на відстані близько 165 км на південний схід від Рима, 26 км на північний захід від Неаполя, 24 км на захід від Казерти.
Населення — 11 930 осіб (2014).
Щорічний фестиваль відбувається 16 січня e secondo martedì di вересня. Покровитель — San Tammaro.

## Демографія
Населення за роками:

Станом на 1 січня 2023 року в муніципалітеті офіційно проживали 1604 іноземці з 43 країн, серед них 599 громадян країн Євросоюзу та 148 громадян України.

## Сусідні муніципалітети
- Канчелло-е-Арноне
- Казаль-ді-Принчипе
- Кастель-Вольтурно
- Джульяно-ін-Кампанія
- Сан-Чипріано-д'Аверса